# Усадьба Олеиз
Усадьба Олеиз, дача «Нюра», дом семьи Токмаковых — памятники курортной архитектуры XIX века в Кореизе в Крыму. Построена в 1885 году для купца И. Ф. Токмакова. Место пребывания многих деятелей культуры Российской империи и СССР. Ныне сохранившееся строение главного дома — объект культурного наследия.

## История

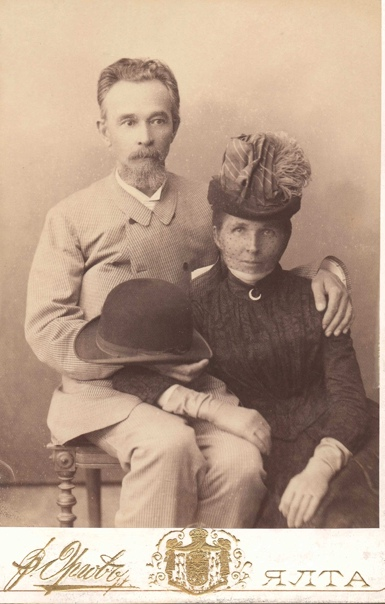
Иван Федорович и Варвара Ивановна Токмаковы в Ялте, 1900-е

В начале 80-х годов XIX века сибирский купец Иван Федорович Токмаков (1838—1908) по совету врачей переселился вместе с семьей в Крым. Он купил у графа П. П. Шувалова вытянутый от подножия Ай-Петри до моря участок. С одной стороны имение князя Юсупова, с другой — Шуваловых-Долгоруких.
В 1885 году дом был готов (в строительстве принимал участие сам владелец и бурятские мастера из Кяхты). Два роскошных дворца (Розовый дом княгини А. С. Голицыной впоследствии для князя Ф. Ф. Юсупова перестроенный в Юсуповский дворец и поместье Шуваловых-Долгоруких), а между ними — деревянная двухэтажная дача, единственным украшением которой являлись затейливые резные карнизы и наличники. Большая резная деревянная веранда располагалась с южной стороны. В нём предусматривались комнаты для всех членов большой семьи. Флигели и подсобные постройки — кухня, конюшня, птичий двор, прачечная — находились на некотором расстоянии от дома.
В 1921 году усадьба «Олеиз» была национализирована и передана на баланс только что образованного Южсовхоза: «Расположен при селении Мисхор в 12-13 верстах от Ялты. По Нижне-Алупкинскому шоссе примыкает к морю на протяжении приблизительно 40 сажен; с востока „Олеиз“ граничит с „Кореизом“ б. Юсупова, с запада с Мисхором, а с севера татарским общественным кладбищем и землями поселян Мисхора. Нижняя прибрежная часть, глубиной до 50-60 сажен, пологая, а затем начинается подъём крутизной в среднем 20-25 градусов. Общее количество земли около 9,3/4 дес; под виноградником около 1,1/4 дес. (средний возраст лозы 30 лет) через совхоз проходит Нижне-Алупкинское шоссе; под пляжем около 1/4 дес; пляж из мелких камней, доступен для купания; под парком около 4,1/2 дес, растительность смешанная, встречаются представители всех пород, произрастающих в Крыму, есть лужайки, которые могут быть использованы под культуры, не требующие полива. Недостаток воды дает себя знать. Ответвление от Харакского водопровода всего 1/2 дюйма труб». Приложена «Опись» всех 35 жилых и нежилых строений усадьбы.

Под № 2 в ней фигурирует известная в истории Ялты дача «Нюра», представлявшая собой «двухэтажное бревенчатое сооружение на цоколе из дикого камня, крытое железом, с электрическим освещением, водопроводом и канализацией. В первом этаже насчитывалось 7 комнат, во втором — 4. В обоих этажах большие балконы». Эту дачу проектировал и строил ялтинский архитектор М. И. Котинков, она принадлежала Варваре Ивановне Токмаковой (Тепловой). Ныне не сохранилась, утрачена во время Второй мировой войны.

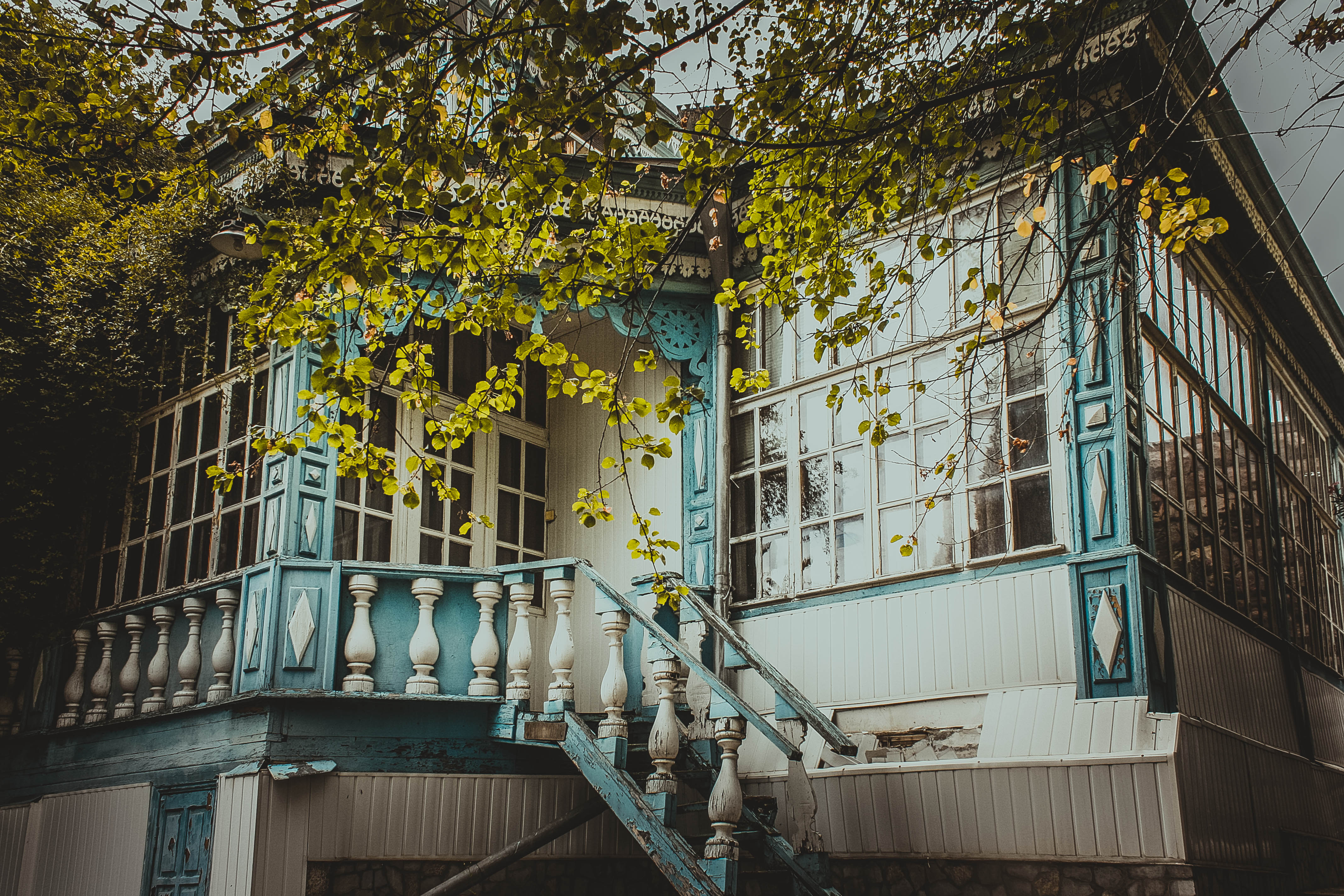
Входная лестница
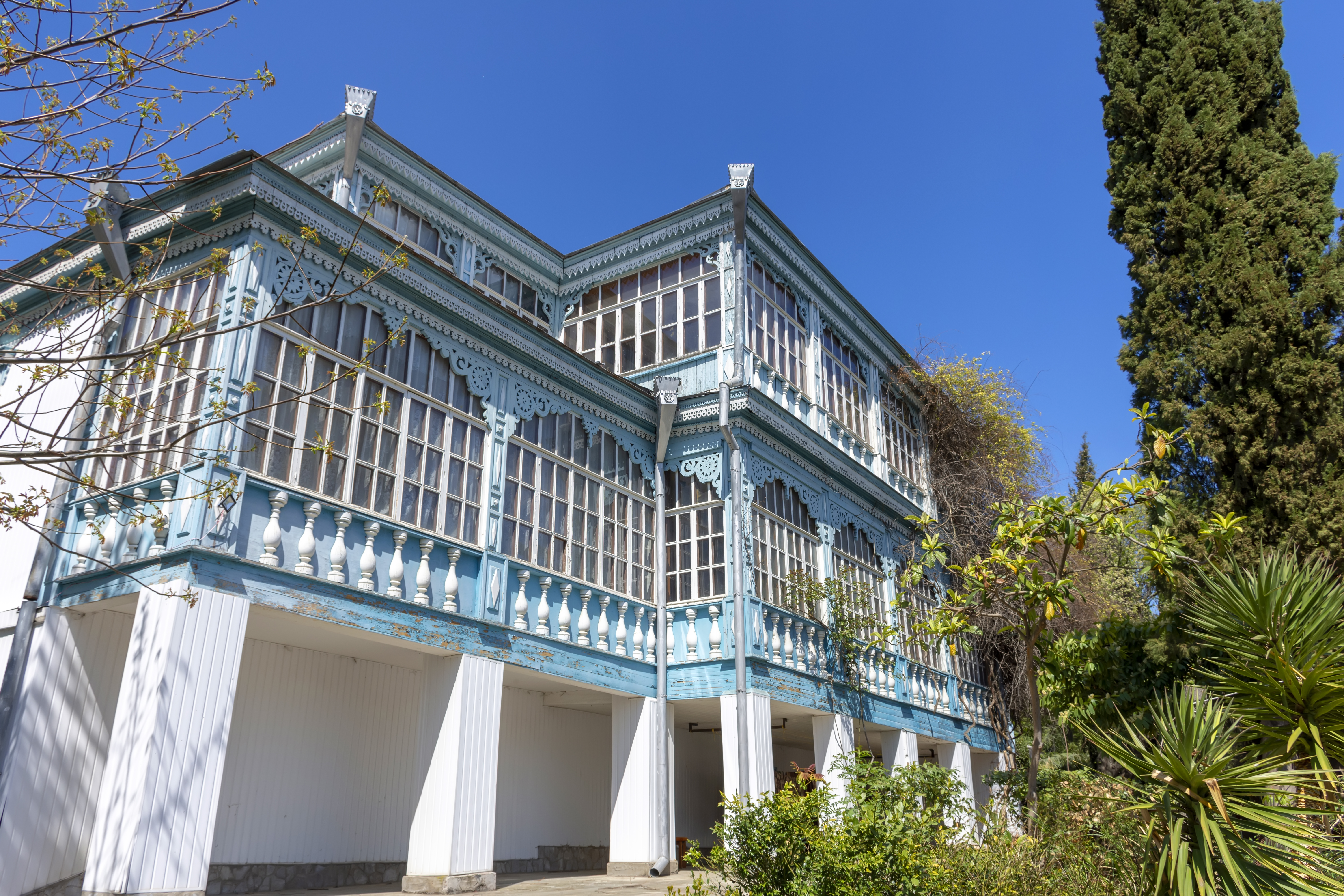
Веранды южного фасада
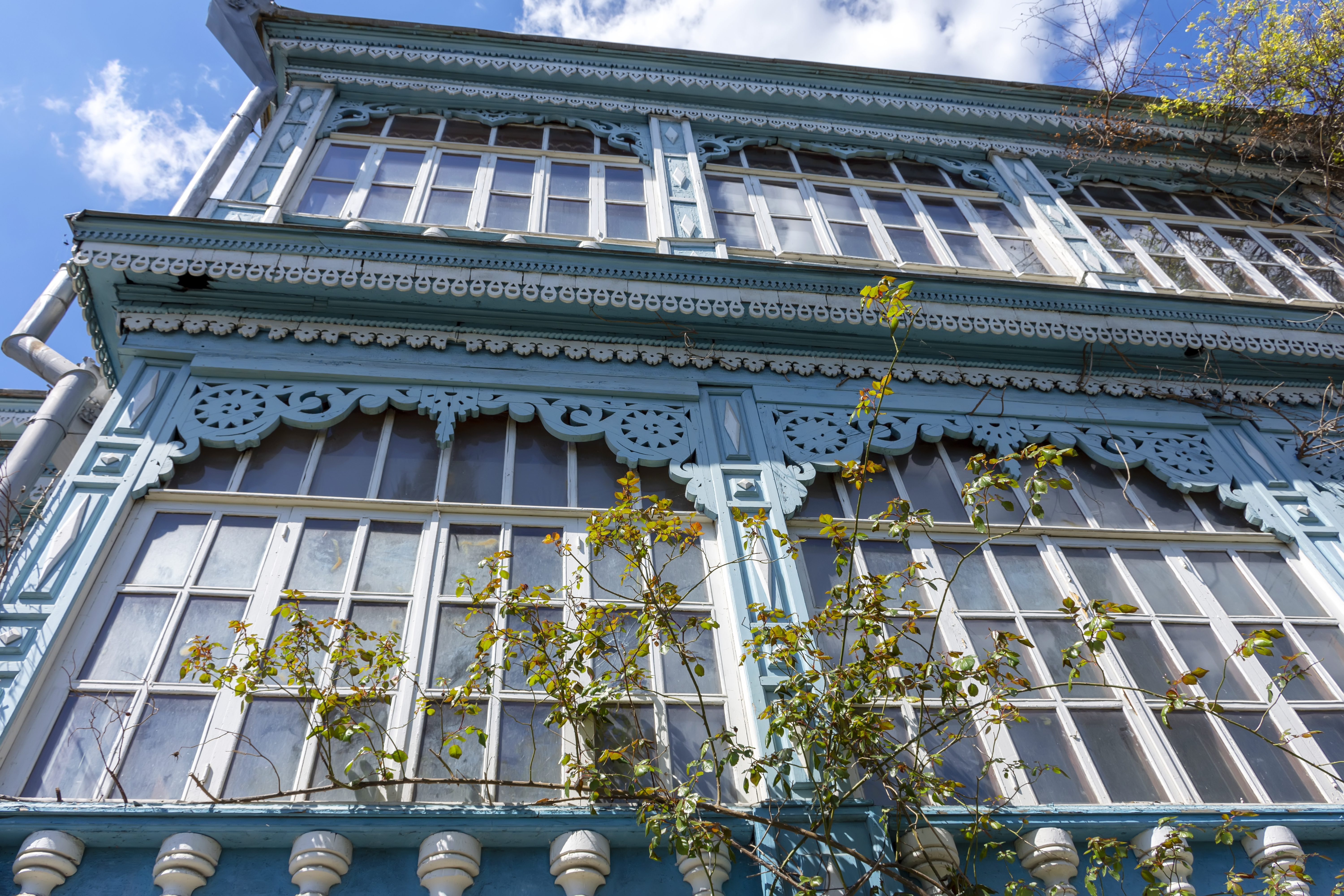
Резьба по дереву

Летом 1886 года на даче поселился профессор Московской консерватории Н. С. Зверев с учениками, среди которых был тринадцатилетний Сергей Рахманинов, впервые приехавший в Крым. В Олеизе он создал свой первый ноктюрн. В имении Токмаковых в 1893 году жил находившийся под негласным надзором полиции профессиональный революционер, впоследствии член РСДРП Л. Б. Красин. В июне 1898 года около 10 дней провел в имении художник-передвижник Н. А. Ярошенко. За это время он написал четыре этюда: «Вид на Ай-Петри», «Береговые камни в Алупке», «Камни и море в Олеизе», "Глухой уголок возле «Дюльбера». Светлое озерцо с плывущим лебедем (уголок «Дюльбера») художник писал по просьбе актрисы М. Н. Ермоловой.
На протяжении полувека усадьба служила приютом для многих государственных и общественных деятелей; в свое время там останавливался цвет российской творческой интеллигенции, начиная с композитора С. В. Рахманинова, писателя М. Горького, художника М. В. Нестерова и заканчивая первым обитателем уже советского Дома Отдыха РАБИСа певцом И. С. Козловским. Для многих из них отдых в «Нюре» был наполнен незабываемыми впечатлениями и встречами с собратьями по искусству. Наиболее примечательными явились 1901—1902 годы, когда в надежде встретиться с находившимся в Гаспре Л. Н. Толстым в Олеиз съехались многие его почитатели. С конца ноября 1901 по 23 апреля 1902 года тут находился с семьей М. Горький. У него, сменяя друг друга, а иногда и все вместе, гостили Скиталец (С. Г. Петров), Л. Н. Андреев, И. А. Бунин, С. Рахманинов, А. А. Спендиаров, Ф. И. Шаляпин, Н. Д. Телешов.
Последний вспоминал, описывая один день, который, вероятнее всего, приходился на середину апреля 1902 года «Ранней весной, в Чёрное море, на простой рыбацкой лодке, — выехали мы с дачи „Нюра“ в Олеизе, где жил тогда Горький, вчетвером: Скиталец, Горький, Шаляпин и я. На десятки верст вокруг не было ни одного человека. Солнце золотом сверкало в сильных и упругих, вздымавшихся и падающих синих волнах. Шаляпин запевал „Вниз по матушке по Волге“, а Горький и Скиталец изображали хор; единственным слушателем был я, сидевший на руле…».

## Охранный статус
В настоящее время на территории бывшей дачи «Нюра» расположен санаторий «Мисхор». Дом семьи Токмаковых расположен на территории Дома отдыха "Воронцово", бывший Дома отдых «Судостроитель».
В Российской Федерации с 20 декабря 2016 года сохранившаяся часть построек усадьбы Олеиз объект культурного наследия регионального значения под наименованием Дом для семьи Токмаковых  Объект культурного наследия народов РФ регионального значения. Рег. № 911711012060005 (ЕГРОКН). Объект № 8231825000 (БД Викигида).